# 同時分布
同時確率分布（どうじかくりつぶんぷ、英: joint probability distribution）あるいは同時分布（どうじぶんぷ、英: joint distribution）、結合確率分布（けつごうかくりつぶんぷ）や結合分布（けつごうぶんぷ）とは、確率論において、複数の確率変数の組を確率要素とする確率の確率分布のことである。
離散型確率変数なら同時確率質量関数（同時確率関数ともいう）、連続型確率変数で連続確率分布ならば同時確率密度関数で表される。

## 定義
確率論では、n 個の確率変数 X1, X2, …, Xn の同時確率分布とは、確率変数の組 (X1, X2, …, Xn) ∈ Rn に確率を対応させる関数のことである。
同時確率分布は Rn 上の測度であり、記号
{\displaystyle P_{X_{1},X_{2},\dots ,X_{n}}(\cdot )}
と書かれる。
同時累積分布関数（joint cumulative distribution function）、同時確率密度関数（joint probability density function）、同時確率質量関数（joint probability mass function）も同様に
- {\displaystyle F_{X_{1},X_{2},\dots ,X_{n}}(x_{1},x_{2},\dots ,x_{n})}
- {\displaystyle f_{X_{1},X_{2},\dots ,X_{n}}(x_{1},x_{2},\dots ,x_{n})}
- {\displaystyle f_{X_{1},X_{2},\dots ,X_{n}}(x_{1},x_{2},\dots ,x_{n})}

のように書かれる。
日本工業規格では、2次元分布関数の定義において、多次元分布関数を説明し、同時分布を紹介している。

## 離散型確率変数の場合
各々の確率変数がすべて離散型確率変数であるとき、同時分布は同時確率質量関数で表される。
例えば、1円硬貨と5円硬貨を同時に投げるという試行をし、それぞれ表を1点、裏を0点とする。X を1円硬貨の点数、Y を2つの値のうち大きいほうの点数とする。Y は X より小さくなることはない。1円硬貨が表（1点）で5円硬貨が裏（0点）なら、(X, Y) は (1, 1) となる。同じく1円硬貨が表（1点）で5円硬貨が表（1点）なら、(X, Y) は (1, 1) となる。この2変数のすべての組み合わせを考えると、(0, 0) が1、(0, 1) が1、(1, 1) が2で総計4となる。
このような2確率変数の同時確率質量関数を表にまとめると、表1のようになる。可能な事象は3つなので、2×2の表では (1, 0) の確率は0である。表の最終列と最終行は各々 X と Y の分布である。これを同時確率質量関数の周辺確率質量関数または周辺分布と呼び、行和や列和を計算して求めることができる。この周辺分布より、E (X) = 1/2, V (X) = 1/4, E (Y) = 3/4, V (Y) = 3/16 などが求められる。同時確率質量関数からは X と Y の積の期待値や共分散などが計算できる。計算方法は1変数の期待値と同様で、E (XY) = ((X × Y) × (X × Y) が起きる確率) の総和と定義される。上記の例では 1/2 となる。共分散は Cov (X, Y) = E (XY) − E (X) E (Y) であり、1/8 と求められる。X と Y の結びつき具合を示す母関数係数は ρ = Cov (X, Y) / (V (X) V (Y))1/2 と定義され、これは 1/31/2 である。なお、同時確率質量関数から求める母相関係数と、データの特性を調べるために求める標本相関係数の違いには注意が必要である（相関係数を参照）。条件付き確率質量関数とは、このような同時確率質量関数の任意の行あるいは列を選択して、確率の総和が 1 になるように調整したものをいう。例えば、Y = 1 の条件をつけた場合の X の条件付き分布は、0 と 1 を各々 1/3 と 2/3 で執る分布である。1/3 は (0, 1) が起きる確率 1/4 を列和の 3/4 で割って求める。Y = 0 の条件をつけた X は確率 1 で 0 になる。これは退化分布である。
条件付き確率質量関数も確率質量関数の要件を満たしていることから、条件付き確率質量関数について、期待値・分散を計算できる。これを条件付期待値・条件付き分散（偏分散）という。例えば、Y = 1 の条件を付した場合の X の条件付き期待値は、E (X | Y = 1) = 2/3, E (X | Y = 0) = 0、条件付き分散は V (X | Y = 1) = 2/9, E (X | Y = 0) = 0 などとなる。条件によって値は変化する。